# ریچارد برایرز
ریچارد برایرز (انگلیسی: Richard Briers؛ ‏ ۱۴ ژانویهٔ ۱۹۳۴ – ۱۷ فوریهٔ ۲۰۱۳) یک بازیگر و صداپیشه اهل بریتانیا بود.
از فیلم‌ها یا برنامه‌های تلویزیونی که وی در آن نقش داشته‌است، می‌توان به هنری پنجم، هیاهوی بسیار برای هیچ، فرانکنشتاین، هملت، پیتر پن، آدم‌های خیلی مهم، درد بیهوده عشق، هر طور شما دوست دارید، فاتوم، شب دوازدهم، در چله سرد زمستان، گروه کر عدم تأیید و ویکتوریا و آلبرت اشاره کرد.